# تپه چشمه حاجگه شیرزادی
تپه چشمه حاجگه شیرزادی مربوط به عصر آهن - دوره اشکانیان - دوره ساسانیان است و در شهرستان گیلانغرب، بخش گواور، دهستان گواور، چسبیده به غرب و جنوب غربی روستای جلگه شیرازی واقع شده و این اثر در تاریخ ۲۶ اسفند ۱۳۸۶ با شمارهٔ ثبت ۲۱۸۱۲ به‌عنوان یکی از آثار ملی ایران به ثبت رسیده است.